# Michael Casazola
Michael Abdiel Casazola Alvarado (David, Panamá, 27 de abril de 1993) es un futbolista panameño que juega como defensa en el Sporting San Miguelito de la Primera División de Panamá.

## Trayectoria

### Atlético Chiriquí
Se formó en el Atlético Chiriquí y debutó de manera profesional el 2 de noviembre del 2012 en el empate 1 a 1 contra el CD Plaza Amador en el Estadio San Cristóbal siendo titular jugando hasta el minuto 46. En la LPF Apertura 2012 jugó 2 partidos, en la LPF Clausura 2013 jugó 1 partido, Fue campeón de la LNA Apertura 2013 quedó subcampeón de la Liga Nacional de Ascenso Clausura 2014 y quedó campeón de la Superfinal de la LNA 2013-24. En la LPF Apertura 2014 jugó 16 partidos y anotó 1 gol, en la LPF Clausura 2015 jugó 4 partidos, en la LPF Apertura 2015 jugó 13 partidos, en la LPF Clausura 2016 jugó 15 partidos, jugó el Ascenso LPF Apertura 2016 llegando hasta los cuartos de final, jugó el Ascenso LPF Clausura 2017 llegando nuevamente a los cuartos de final, jugó el Ascenso LPF Apertura 2017.

### CA Independiente
El 27 de diciembre del 2017 fue anunciado como nuevo jugador del CA Independiente. Debutó con el club el 3 de marzo de 2018 en el empate 3 a 3 contra el Tauro FC en el Estadio Rommel Fernández Gutiérrez siendo titular jugando todo el partido. Salió campeón con el club del Torneo Clausura 2018 en donde jugó 17 partidos, en el Torneo Apertura 2018 jugó 6 partidos.

### Atlético Chiriquí
El 1 de enero de 2019 regresó al club que debutó como profesional para jugar la segunda división, ganó el Ascenso LPF Clausura 2019 y la Super Final Ascenso LPF 2018-2019, en el Torneo Apertura 2019 jugó 15 partidos, en el Torneo Apertura 2020 solo jugó 5 partidos por que el torneo se canceló por el COVID 19, en el Torneo Clausura 2020 jugó 8 partidos, en el Torneo Apertura 2021 jugó 13 partidos.

### Veraguas CD
El 25 de mayo de 2021 fue anunciado como nuevo jugador del Veraguas CD. Debut con el club el 7 de agosto de 2021 en la derrota 2 a 1 contra el CD Universitario en el Estadio Universitario siendo titular jugando todo el partido. En el Torneo Clausura 2021 jugó 19 partidos llegando hasta semifinales.

### Sporting SM
El 1 de enero de 2022 fue anunciado como nuevo jugador del Sporting SM. Debutó con el club el 4 de febrero de 2022 en el empate 3 a 3 contra el Tauro FC en el Estadio Rommel Fernández en donde fue titular y jugó todo el partido. Quedó subcampeón del Torneo Apertura 2022 en donde jugó 18 partidos, jugó 4 partidos en la Liga Concacaf 2022 llegando hasta los octavos de final, en el Torneo Clausura 2022 jugó 16 partidos en donde llegaron hasta las semifinales, en el Torneo Apertura 2023 jugó 10 partidos nuevamente llegando hasta semifinales, jugó 3 partidos en la Copa Centroamericana de Concacaf 2023 quedándose en la fase de grupos, en el Torneo Clausura 2023 solo jugó 5 partidos por que sufrió una grave lesión el club, llegó hasta semifinales en el torneo.

## Selección nacional

### Selección absoluta
Hizo su debut con la selección absoluta el 23 de marzo de 2023 en la derrota 2 a 0 contra la  Argentina en un partido amistoso, en el Estadio Mâs Monumental siendo suplente entrando al minuto 69 por Kevin Galván.

## Clubes
| Club              | País   | Año           |
| ----------------- | ------ | ------------- |
| Atlético Chiriquí | Panamá | 2012-2018     |
| CA Independiente  | Panamá | 2018-2019     |
| Atlético Chiriquí | Panamá | 2019-2021     |
| Veraguas CD       | Panamá | 2021          |
| Sporting SM       | Panamá | 2022-presente |

## Palmarés

### Títulos nacionales
| Título               | Club              | País   | Año  |
| -------------------- | ----------------- | ------ | ---- |
| LNA Apertura         | Atlético Chiriquí | Panamá | 2013 |
| Superfinal de la LNA | Atlético Chiriquí | Panamá | 2014 |
| Torneo Clausura      | CA Independiente  | Panamá | 2018 |
| Ascenso LPF Clausura | Atlético Chiriquí | Panamá | 2019 |
| Superfinal de la LPF | Atlético Chiriquí | Panamá | 2019 |